# Diana Taurasiová
Diana Lorena Taurasiová, nepřechýleně Taurasi (* 11. června 1982 Chino), je americká basketbalistka. Hraje profesionální soutěž Women's National Basketball Association za klub Phoenix Mercury. Je vysoká 183 cm a hrává na pozici rozehrávačky nebo křídla. Byla zařazena mezi 25 nejlepších hráček v historii WNBA.
Je dcerou Itala a Argentinky. Hrála za střední školu Don Antonio Lugo a za univerzitní tým UConn Huskies ve Storrsu. Vyhrála s ním třikrát po sobě mistrovství National Collegiate Athletic Association a dvakrát byla vyhlášena nejlepší univerzitní basketbalistkou. Ve WNBA debutovala roku 2004 a získala s Phoenixem titul v letech 2007, 2009 a 2014. Desetkrát byla nominována k utkání hvězd, pětkrát se stala nejlepší ligovou střelkyní a jednou (v roce 2009) byla zvolena nejužitečnější hráčkou soutěže. Je držitelkou rekordu WNBA s dosaženými 9 693 body v 503 zápasech. Působila také v evropských klubech Dynamo Moskva, Spartak Moskva, Fenerbahçe, Galatasaray a UGMK Jekatěrinburg. Šestkrát vyhrála Euroligu (2007, 2008, 2009, 2010, 2013 a 2016). Sedmkrát se stala mistryní Ruska a jednou mistryní Turecka.
S americkou ženskou basketbalovou reprezentací pětkrát po sobě vyhrála olympijský turnaj. Spolu s krajankou Sue Birdovou je tak nejúspěšnější basketbalistkou olympijské historie. Třikrát zvítězila na mistrovství světa v basketbalu žen (2010, 2014 a 2018). V letech 2006, 2010, 2012 a 2016 ji organizace USA Basketball vyhlásila nejlepší reprezentantkou.
V roce 2017 uzavřela sňatek s australskou basketbalistkou Penny Taylorovou. Mají dva potomky. Má akademický titul v oboru sociologie z University of Connecticut. Účinkovala ve filmu Space Jam: Nový začátek.